# Cutro
Cutro es una localidad italiana de la provincia de Crotona, región de Calabria, con 10.176 habitantes.

## Evolución demográfica
| Gráfica de evolución demográfica de Cutro entre 1861 y 2021 |
|                                                             |
| Fuente ISTAT - Elaboración gráfica por parte de Wikipedia   |